# Lac Métabetchouane
Pour les articles homonymes, voir Métabetchouane.
Le lac Métabetchouane est un plan d'eau douce traversé par la rivière Métabetchouane, dans le territoire non organisé de Lac-Moncouche, dans la municipalité régionale de comté (MRC) de Lac-Saint-Jean-Est, dans la région administrative du Saguenay–Lac-Saint-Jean, dans la province de Québec, au Canada. Ce lac constitue la démarcation entre la réserve faunique des Laurentides (côté est - région administrative du Saguenay–Lac-Saint-Jean) et la zec Kiskissink (côté ouest - région administrative de la Mauricie - La Tuque).
Le lac Métabetchouane est desservie indirectement par la route 155 (reliant La Tuque et Chambord). Quelques routes forestières secondaires desservent cette zone pour les besoins de la foresterie et des activités récréotouristiques.
La foresterie constitue la principale activité économique du secteur ; les activités récréotouristiques, en second.
La surface du lac Métabetchouane est habituellement gelée du début de décembre à la fin mars, toutefois la circulation sécuritaire sur la glace se fait généralement de la mi-décembre à la mi-mars.

## Géographie
Les principaux bassins versants voisins du lac Métabetchouane sont :
- côté nord : rivière Métabetchouane, rivière de la Chaîne, rivière à la Chute, rivière du Fouet ;
- côté est : rivière Moncouche, rivière aux Écorces, lac aux Écorces ;
- côté sud : grand lac Bostonnais, rivière Bostonnais, lac Kiskissink, rivière Métabetchouane ;
- côté ouest : rivière des Commissaires, rivière à la Perche, rivière Croche.

Le lac Métabetchouane comporte une longueur de 12,5 km, une largeur de 1,5 km et une altitude de 382 m. Ce lac est surtout alimenté par la décharge de la rivière Métabetchouane (venant de l'est par la baie Naquagami), des ruisseaux riverains, la décharge des lacs Voisard, Bellevalle et Bohémier, la décharge des lacs Chaunard et Biliette, la décharge du lac du Sillon et la décharge du lac Mallette. La rivière Métabetchouane traverse ce lac sur 10,5 km vers le nord-ouest.
Une presqu'île s'étirant sur 1,1 km vers le nord, sépare deux baies : l'une (côté est) s'étire sur 4,8 km vers le sud, l'autre baie (côté ouest) s'étire sur 1,5 km vers le sud. Tandis que la baie Naquagami s'étire sur 2,0 km vers l'est pour recueillir la décharge de la rivière Métabetchouane.
L’embouchure du lac Métabetchouane est située au fond d’une baie l’extrême nord du lac, soit à :
- 8,1 km au nord-est du fond d'une baie du grand lac Bostonnais ;
- 6,9 km au nord du lac Kiskissink ;
- 8,6 km au nord-est du centre du village de Van Bruyssel situé le long du chemin de fer du Canadien National ;
- 15,4 km à l'est du lac des Commissaires ;
- 40,8 km au nord du centre du village de lac-Édouard ;
- 48,1 km au sud de l’embouchure de la rivière Métabetchouane, sur la rive sud du lac Saint-Jean[2].

À partir de l’embouchure du lac Métabetchouane, le courant suit consécutivement le cours de :
- la rivière Métabetchouane sur 70,0 km généralement vers le nord-ouest ;
- le lac Saint-Jean sur 22,25 km vers le nord-est jusqu’à la petite Décharge ;
- la rivière Saguenay via la Petite Décharge sur 172,3 km vers l’est jusqu’à Tadoussac où il conflue avec l’estuaire du Saint-Laurent[2].

## Toponymie
Le toponyme « lac Métabetchouane » a été officialisé le 5 décembre 1968 par la Commission de toponymie du Québec.